# مارک دیمون
مارک دیمون (انگلیسی: Mark Damon؛ زادهٔ ۲۲ آوریل ۱۹۳۳) بازیگر و تهیه‌کننده اهل ایالات متحده آمریکا است.

## گزیدهٔ فیلم‌شناسی

### بازیگر
- آنتسیو در نقش ویلی ریچاردسون
- سه چهره ترس
- شب عروسی شیطان

### تهیه‌کننده
- کاغذ مگس‌کش
- هیولا
- نه و نیم هفته
- آرنا
- فریب‌کار